# Nanda Devi
Ne doit pas être confondu avec Ananda Devi.
La Nanda Devi, signifiant « déesse de la Félicité » (de devi, « déesse », et nanda, « joie »), est la plus haute montagne complètement contenue dans le territoire indien. C'est aussi le plus haut sommet de la chaîne du Garhwal. Il est protégé dans un parc national.

## Topographie
La Nanda Devi comporte deux sommets séparés :
- la cime ouest (7 816 m, point culminant) ;
- le sommet oriental (7 434 m)[1].

## Histoire
En 1817-1820, le lieutenant William Webb et le capitaine du Great Trigonometric Survey pénètrent dans les montagnes du Kumaon et du Garhwal dans le Nord de l'Inde. Ils y mesurent avec précision l'altitude de la Nanda Devi, obtenant 25 749 pieds, soit 7 848 m (32 m de plus que sa hauteur réelle), que Webb qualifia ainsi : « dans la mesure où s'étendent nos connaissances, [c'est] la plus haute montagne du monde » (so far as our knowledge extends, the highest mountain in the world). Dès 1830, G.W. Traill franchit le col portant son nom (en) (5 311 m), qui sépare la Nanda Devi du Nanda Kot (en) (6 861 m). En 1883, Thomas Stuart Kennedy et les guides Johann Jaun et Johann Fisher mènent la première reconnaissance alors que la première tentative d'ascension est conduite par William Woodman Graham avec les guides Emil Boss et Ulrich Kaufmann. Tom George Longstaff dirige ensuite deux campagnes d'exploration, la première en 1905 avec Alexis Brocherel et Henri Brocherel, auxquels se joignent en 1907 G. G. Bruce, A. L. Mumm et M. Inderbinen. Les trois tentatives suivantes sont un échec : en 1926, (Hugh Ruttledge, T. H. Sommerwell et R.C. Wilson), en 1928 (Hugh Ruttledge et Tom George Longstaff) et en 1932 (Hugh Ruttledge et Émile Rey). En 1934, Eric Shipton et Bill Tilman, accompagnés de trois porteurs sherpas, entreprennent une étonnante campagne d'exploration de conception légère, qui permet, deux ans plus tard, de vaincre la Nanda Devi. Lorsque l'expédition américano-britannique atteint son sommet en 1936, la Nanda Devi devient la montagne la plus haute atteinte par l'homme, et le restera jusqu'à l'ascension de l'Annapurna en 1950.
En 1951, au cours de la 3e expédition française dans l’Himalaya, Roger Duplat et Gilbert Vignes disparaissent dans la traversée de l'arête sommitale.
En 1965, une expédition américano-indienne installe un dispositif automatique (SNAP-7E) de surveillance des essais nucléaires chinois. Des alpinistes américains, entraînés sur le Denali par la CIA, sont à la manœuvre. Avant même d'être définitivement installé, l'appareil est détruit par une avalanche. La mission est un échec cuisant d'autant que le dispositif n'est jamais retrouvé, pas plus que le plutonium 238 qu'il contenait et qui pollue la rivière Dhaulî, un affluent de l'Alaknanda qui se jette elle-même dans le Gange. Il est remplacé, l'année suivante, par un dispositif similaire sur les pentes d'un pic voisin, le Nanda Kot. Enseveli dès le premier hiver, l'appareil est déneigé quelques mois plus tard, puis finalement démonté.
Depuis 1992, le parc national de Nanda Devi est inscrit sur la liste du patrimoine mondial de l'UNESCO et reconnue en tant que réserve de biosphère par l'Unesco depuis 2004.

### Ascensions
- 1936 : première ascension lors d'une expédition américano-britannique par les alpinistes Noel Odell (en) et Bill Tilman.
- 1947 : expédition française par Beauregard, Gevril, Herzog et Lachenal.
- 1974 : la Nanda Devi est ouverte aux alpinistes occidentaux. Le sommet devient alors la seconde destination la plus fréquentée de l'Himalaya après l'Everest.
- 1975 : Walter Cecchinel atteint le sommet oriental, en compagnie d'Yves Pollet-Villard et Dorgee Lathoo, au cours d'une expédition franco-indienne.

## Mythologie
La montagne, dont le nom signifie « déesse de la Félicité », est considérée comme la déesse patronne du Garhwal et du Kumaon.